# Goure
Goure este o comună urbană din departamentul Goure, regiunea Zinder, Niger, cu o populație de 48.600 locuitori (2001).